# Olaf Berner
Olaf Berner (* 31. August 1949 in Itzehoe) ist ein ehemaliger deutscher Lehrer und Handballspieler.
Olaf Berner ist seit Anfang der 1960er-Jahre Mitglied des THW Kiel. Er wechselte zwischenzeitlich zweimal zum TSV Altenholz, mit dem er in der Handball-Bundesliga spielte, kehrte aber jedes Mal zum THW zurück. Von 1976 bis 1978 lief der 1,84 Meter große Linksaußen für den THW Kiel in der Bundesliga auf und erzielte dabei 24 Tore, davon 13 per Siebenmeter. In der Saison 1977/78 war er Mannschaftskapitän der Zebras.

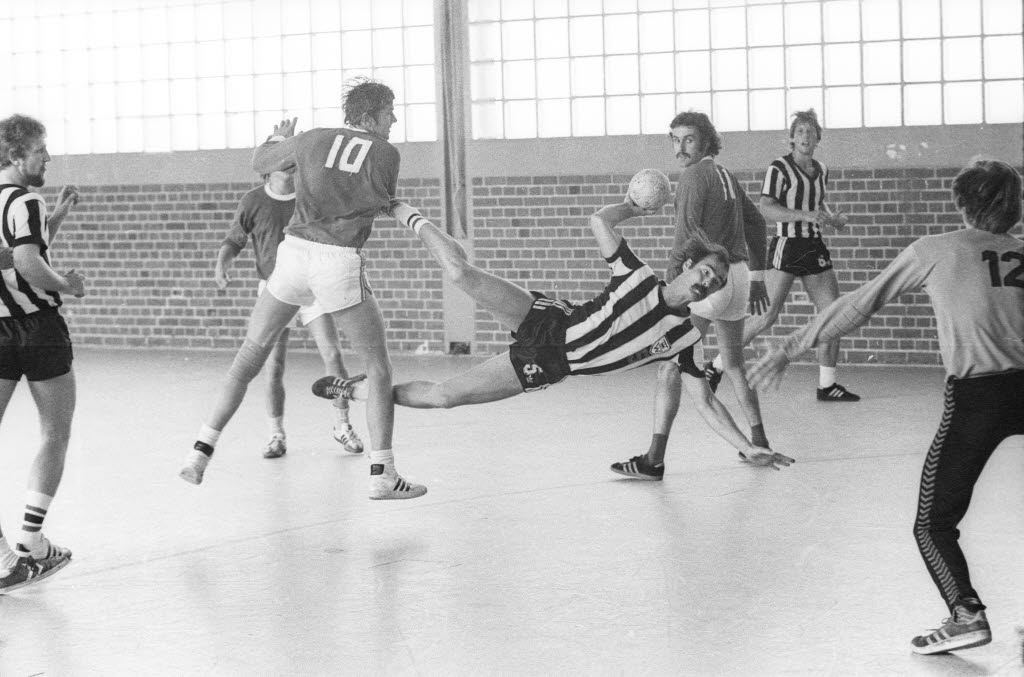
Olaf Berner beim Torwurf (1977).

Berner war Lehrer für Erdkunde und Sport sowie Konrektor an der Kieler Klaus-Groth-Schule. Ab 1986 war er Schulsportbeauftragter der Stadt Kiel. Er ist verheiratet und hat zwei Kinder.
Seit Juli 2012 ist Olaf Berner Vorsitzender des THW Kiel. Er gehört ebenfalls dem Aufsichtsrat an.